# Princ Baka
Baka (ba i ka su dijelovi duše u egipatskoj mitologiji) je bio princ Drevnog Egipta, sin faraona Džedefre i kraljice Kentetenke te unuk faraona Kufua i praunuk faraona Snofrua. Moguće je da je i sam bio kralj pod imenom Bakara (Baka + Ra = "ba i ka (od) Raa"). Imao je naslov najstarijeg kraljeva sina, ali su i njegova braća bila "najstariji sinovi kralja". Ne zna se što se točno događalo u to vrijeme, premda se obično smatra da je Džedefru naslijedio njegov polubrat Kafra, a ne sin Baka. Moguće je da je Baka kratkotrajno vladao nakon svog oca, a prije svog strica. Bio je oženjen ženom po imenu Heteferes, koja je možda identična njegovoj sestri, Heteferes C. Imao je kćer zvanu Meritites ("voljena od svoga oca").